# Boophis anjanaharibeensis
Boophis anjanaharibeensis Andreone, 1996 è una rana della famiglia Mantellidae, endemica del Madagascar.

## Descrizione
È una rana di piccole dimensioni (35–36 mm), di colore verde scuro con piccole macchie bianche, simile a Boophis luteus. Attorno agli occhi è presente un caratteristico cerchio rosso.

## Biologia
È una specie con abitudini terrestri, che si riproduce nei torrenti.

## Distribuzione e habitat
La presenza di questa specie è accertata solo all'interno della Riserva speciale di Anjanaharibe Sud, nel Madagascar nord-orientale.
Il suo habitat è la foresta pluviale, tra gli 800 e i 1.000 m di altitudine.